# Keslerovo
Keslerovo (en rus: Кеслерово) és un poble del krai de Krasnodar, a Rússia. Es troba a la riba del riu Psif, a 20 km al nord-oest de Krimsk i a 94 km a l'oest de Krasnodar, la capital.
Pertany al municipi de Pàvlovski.